# L'Astucieux

L'Astucieux est un hebdomadaire français de bande dessinée publié de mai 1947 à décembre 1948 par Cino Del Duca (sous les noms « Les Publications périodiques modernes » puis « Société universelle d'édition »).

## Histoire
L’Astucieux, dont le premier numéro paraît le 14 mai 1947, est un périodique de huit pages que le groupe de presse Del Luca destine à la publication de bandes américaines, comme Hurrah ! avant-guerre, afin de compléter Tarzan, l'autre publication jeunesse du groupe. Dès le numéro 0, la bande dessinée occupe la majeure partie de l'hebdomadaire avec Superman, Batman de Bob Kane (Les Ailes rouges), Pippo de Chad Grothkpf (traduction de Hoppy the Marvel Bunny), Pancho Villa de Roger Melliès et Dédé Loupiot contre les boches de René Giffey. Au fur et à mesure des numéros, la prépondérance des bandes américaines s'accroît, conformément aux vœux de l'éditeur, avec L'Intrépide Capitaine Éric (Don Wislow of the Navy), Bob l'aviateur (Scortchy Smith), Alex, roi des détectives (Vic Flint), Tarzan, Buffalo Bill, L'Imbattable Pinky (Mr. Scarlet), Les Belles Aventures de Lyliane (Connie) sans que les bandes européennes soient totalement supprimées. Ainsi, Rob-Vel crée-t-il Babouche dans le numéro 62.
La revue est marquée par une instabilité (des 18 séries parues, neuf ne sont pas publiées jusqu'au bout) qui empêche les rares lecteurs séduits par le magazine de lui rester fidèle, d'autant plus que la concurrence est rude sur le marché des illustrés. Le 1er décembre 1948 paraît le 81e et dernier numéro.
L’Astucieux est remplacé par la revue L'Intrépide à partir du 8 décembre 1948.

## Séries publiées
| Titre                                | Auteurs                                        | Durée de publication                        |
| ------------------------------------ | ---------------------------------------------- | ------------------------------------------- |
| Superman                             | D'après Jerry Siegel et Joe Shuster            | 1-47 et 56-71                               |
| Batman : Les Ailes rouges            | Bob Kane                                       | 1-47                                        |
| Pippo                                | Chad Grothkopf                                 | 1-18 (inachevé)                             |
| Pancho Villa                         | Roger Melliès                                  | 1-64 (inachevé)                             |
| Dédé Loupiot contre les boches       | René Giffey                                    | 1-20                                        |
| Les Coups d'épée de M. de la Guerche | Rémy Bourlès, d'après le roman d'Amédée Achard | 6-48                                        |
| L'Intrépide Capitaine Éric           | Leon A. Beroth                                 | 6-63 puis 65-80 (inachevé)                  |
| Coki, le batailleur                  | Inconnu                                        | 19-21                                       |
| La Flèche d'acier                    | Inconnu                                        | 21-81                                       |
| Dick sans peur, navigateur           | Inconnu                                        | 22-26 (inachevé)                            |
| Sélim, prince d'azur                 | Créé par Domenico Del Luca et Antonio Salemme  | 26-51 puis 54-77 (inachevé)                 |
| Bob l'aviateur                       | Frank Robbins                                  | 28-81 (inachevé)                            |
| Alex, roi des détectives             | Ralph Lane                                     | 31-47 (inachevé)                            |
| Tarzan                               | Burne Hogarth                                  | 48-81 (achevé dans L'Intrépide puis Tarzan) |
| L'Imbattable Pinky                   | John Jordan                                    | 48-61 et 64                                 |
| Buffalo Bill                         | Roger Burty                                    | 62-81 (inachevé)                            |
| Babouche                             | Rob-Vel                                        | 62                                          |
| Les Belles Aventures de Lyliane      | Frank Godwin                                   | 65-81                                       |